# Snerlepileurt
Snerlepileurt (Fallopia convolvulus), ofte skrevet snerle-pileurt, er en op til 1 meter lang urt, der vokser i marker, haver og på affaldspladser. Frøene minder en del om Boghvedes frø, og de er fundet i så store mængder ved bopladser fra yngre stenalder, at man formoder, planten har været dyrket som afgrøde.

## Beskrivelse
Snerlepileurt er en énårig urt med en krybende eller slyngende vækst. Stænglerne er hårløse og en smule kantede i tværsnit. Bladene er spredtstillede og hjerte- eller spydformede med hel rand. Over- og underside er ensartet græsgrønne med en svag, grålig tone. Blomstringen sker i juli-september, hvor man finder blomsterne samlet i små stande (nøgler) ved bladhjørnerne. De enkelte blomster er ganske små, grønlige og uregelmæssige. Frugterne er trekantede, sorte nødder.
Rodnettet består af en dybtgående pælerod og et vidt udbredt, trævlet filt af siderødder.
Højde x bredde og årlig tilvækst: 0,10 x 1,00 m (10 x 100 cm/år). Tallene vil være omvendte, hvis planten får lejlighed til at slynge sig op ad noget.

## Voksested
Arten er udbredt i det meste af Asien og Europa, og da den følger med vårafgrøderne, er den også naturaliseret i Nordamerika og Sydafrika. Den er knyttet til lysåbne, gerne lidt tørre voksesteder. Den findes ofte i de spontane, etårige ukrudtsbestande på ruderater, men den optræder også ofte som ukrudt i vårafgrøderne, hvor dens slyngende vækst gør den besværlig ved maskinel høst. Den er meget almindelig i Danmark i marker, haver og på affaldspladser.
Ved hjælp af finsigtning har man fundet frø i det middealderlige Kyiv, hvor arten fandtes før år 1500 sammen med bl.a. agersvinemælk, cikorie, alm. hanespore, spergel, askjordbærspinat, enårig knavel, glansmælde, grøn skærmaks, kornblomst og perlehirse

## Synonym
Arten var tidligere en del af slægten pileurt (Polygonum), og dengang hed den derfor Polygonum convolvulus.
| Portal | Portal:Botanik |

## Note
1. ↑  Lyudmila G. Bezusko, Timur V. Bezusko og Sergei L. Mosyakin: A Reconstruction of the Flora and Vegetation in the Central Area of Early Medieval Kyiv (engelsk)